# Kuurne-Bruselas-Kuurne 2022
La 74.ª edición de la clásica ciclista Kuurne-Bruselas-Kuurne fue una carrera en Bélgica que se celebró el 27 de febrero de 2022 sobre un recorrido de 195,1 kilómetros con inicio y final en la ciudad de Kuurne.
La carrera formó parte del UCI ProSeries 2022, calendario ciclístico mundial de segunda división, dentro de la categoría UCI 1.Pro y fue ganada por el neerlandés Fabio Jakobsen del Quick-Step Alpha Vinyl. Completaron el podio, como segundo y tercer clasificado respectivamente, el australiano Caleb Ewan del Lotto Soudal y el francés Hugo Hofstetter del Arkéa Samsic.

## Equipos participantes
Tomaron parte en la carrera 25 equipos: 17 de categoría UCI WorldTeam invitados por la organización y 8 de categoría UCI ProTeam. Formaron así un pelotón de 169 ciclistas de los que acabaron 136. Los equipos participantes fueron:
| WorldTeams (17)- AG2R Citroën Team - Bora-Hansgrohe - Bahrain Victorious - Cofidis - EF Education-EasyPost - Groupama-FDJ - Ineos Grenadiers - Intermarché-Wanty-Gobert Matériaux - Israel-Premier Tech - Jumbo-Visma - Lotto-Soudal - Movistar Team - Quick-Step Alpha Vinyl - BikeExchange-Jayco - Team DSM - Trek-Segafredo - UAE Team Emirates ProTeams (8)- Alpecin-Fenix - B&B Hotels-KTM - Bingoal Pauwels Sauces WB - Human Powered Health - Sport Vlaanderen-Baloise - Arkéa-Samsic - TotalEnergies - Uno-X Pro Cycling Team |
| |

## Clasificación final
- La clasificación finalizó de la siguiente forma:[3]

| \| Clasificación general \| Clasificación general \| Clasificación general \| Clasificación general \| Clasificación general \| \| Ciclista \| Ciclista \| Equipo \| Tiempo \| \| \| --------------------- \| --------------------- \| ---------------------------------- \| --------------------- \| --------------------- \| \| 1.º \| Fabio Jakobsen \| Quick-Step Alpha Vinyl \| 4 h 32 min 13 s \| \| \| 2.º \| Caleb Ewan \| Lotto-Soudal \| + 0 s \| \| \| 3.º \| Hugo Hofstetter \| Arkéa-Samsic \| + 0 s \| \| \| 4.º \| Daniel McLay \| Arkéa-Samsic \| + 0 s \| \| \| 5.º \| Giacomo Nizzolo \| Israel-Premier Tech \| + 0 s \| \| \| 6.º \| Dries Van Gestel \| TotalEnergies \| + 0 s \| \| \| 7.º \| Amaury Capiot \| Arkéa-Samsic \| + 0 s \| \| \| 8.º \| Christophe Laporte \| Jumbo-Visma \| + 0 s \| \| \| 9.º \| Matteo Trentin \| UAE Team Emirates \| + 0 s \| \| \| 10.º \| Taco van der Hoorn \| Intermarché-Wanty-Gobert Matériaux \| + 0 s \| \| |                    |                                    |                 |
| |                    |                                    |                 |
| Fuente: ProCyclingStats |                    |                                    |                 |
| Clasificación general |                    |                                    |                 |
| Ciclista | Ciclista           | Equipo                             | Tiempo          |
| 1.º | Fabio Jakobsen     | Quick-Step Alpha Vinyl             | 4 h 32 min 13 s |
| 2.º | Caleb Ewan         | Lotto-Soudal                       | + 0 s           |
| 3.º | Hugo Hofstetter    | Arkéa-Samsic                       | + 0 s           |
| 4.º | Daniel McLay       | Arkéa-Samsic                       | + 0 s           |
| 5.º | Giacomo Nizzolo    | Israel-Premier Tech                | + 0 s           |
| 6.º | Dries Van Gestel   | TotalEnergies                      | + 0 s           |
| 7.º | Amaury Capiot      | Arkéa-Samsic                       | + 0 s           |
| 8.º | Christophe Laporte | Jumbo-Visma                        | + 0 s           |
| 9.º | Matteo Trentin     | UAE Team Emirates                  | + 0 s           |
| 10.º | Taco van der Hoorn | Intermarché-Wanty-Gobert Matériaux | + 0 s           |

## Ciclistas participantes y posiciones finales
Convenciones:
- AB-N: Abandono en la etapa "N"
- FLT-N: Retiro por llegada fuera del límite de tiempo en la etapa "N"
- NTS-N: No tomó la salida para la etapa "N"
- DES-N: Descalificado o expulsado en la etapa "N"

## UCI World Ranking
La Kuurne-Bruselas-Kuurne otorgó puntos para el UCI World Ranking para corredores de los equipos en las categorías UCI WorldTeam, UCI ProTeam y Continental. Las siguientes tablas son el baremo de puntuación y los diez corredores que obtuvieron más puntos:
| Posición              | 1.º | 2.º | 3.º | 4.º | 5.º | 6.º | 7.º | 8.º | 9.º | 10.º | 11.º | 12.º | 13.º | 14.º | 15.º | 16.º-30.º | 31.º-40.º |
| Clasificación general | 200 | 150 | 125 | 100 | 85  | 70  | 60  | 50  | 40  | 35   | 30   | 25   | 20   | 15   | 10   | 5         | 3         |

| Clasificación |                    |                                    |         |
| Posición      | Ciclista           | Equipo                             | General |
| ------------- | ------------------ | ---------------------------------- | ------- |
| 1.º           | Fabio Jakobsen     | Quick-Step Alpha Vinyl             | 200     |
| 2.º           | Caleb Ewan         | Lotto Soudal                       | 150     |
| 3.º           | Hugo Hofstetter    | Arkéa Samsic                       | 125     |
| 4.º           | Daniel McLay       | Arkéa Samsic                       | 100     |
| 5.º           | Giacomo Nizzolo    | Israel-Premier Tech                | 85      |
| 6.º           | Dries Van Gestel   | TotalEnergies                      | 70      |
| 7.º           | Amaury Capiot      | Arkéa Samsic                       | 60      |
| 8.º           | Christophe Laporte | Jumbo-Visma                        | 50      |
| 9.º           | Matteo Trentin     | UAE Emirates                       | 40      |
| 10.º          | Taco van der Hoorn | Intermarché-Wanty-Gobert Matériaux | 35      |